# Velocette

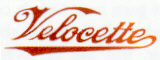
Logo

Velocette is een historisch motorfietsmerk dat aanvankelijk VMC en Veloce heette.
Velocette: Taylor-Gue Ltd., later Veloce Ltd., Birmingham (1904-1971).

## Geschiedenis
Engels motormerk, in 1904 ontstaan uit de fietsenfabriek van de Duitser Johannes Gütgemann en de Engelsman William Gue. Gütgeman gebruikte aanvankelijk de naam Taylor in Engeland. Later noemde hij zich Goodman.
Drijfveren achter de motorproductie waren Gütgemans zoons Percy en Eugene. In de beginjaren werden frames voor andere merken maar ook fiets-tricycles en fiets-zijspannen gemaakt. De merknaam van de eerste motorfietsen was Ormonde. Mogelijk werd dit bedrijf overgenomen om Taylor-Gue te beginnen. Hierna veranderde de naam in VMC en Veloce. In 1913 presenteerde men een 206 cc tweetakt die Velocette genoemd werd. Men gebruikte deze naam in de verdere historie als merknaam.
Voor 1914 bouwde men twee- en viertakten, later tot 1925 voornamelijk 211- en 248 cc tweetakten.
Halverwege de jaren twintig ging men eencilinder-viertakten bouwen, waarmee het merk wereldberoemd werd en waarmee ook menige wegrace werd gewonnen.
In de Tweede Wereldoorlog werden militaire producten gemaakt, maar ook motorfietsen, echter uitsluitend voor het leger. Na 1945 kwam de beroemde 198 cc LE met tweecilinder-zijklep-boxermotor met waterkoeling. Dit type motor werd ook in de Valiant-kopklepper en de Viceroy-scooter toegepast. Velocette sloot in 1971 de poorten.

## Spot- en bijnamen
Velocette 500 cc compressor-racer 1939: Roarer
Velocette modellen uit de jaren 30 en later: Map of Africa (in het carterdeksel was de kaart van Afrika te herkennen). Het eerste model met dit carterdeksel was de MOV uit 1933.
Velocette Venom Thruxton: Thrucky

## Afbeeldingen

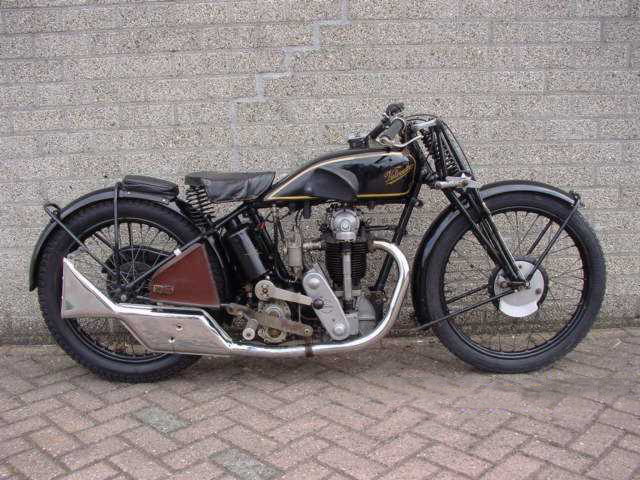
Velocette KTT 350 cc wegracer uit 1929
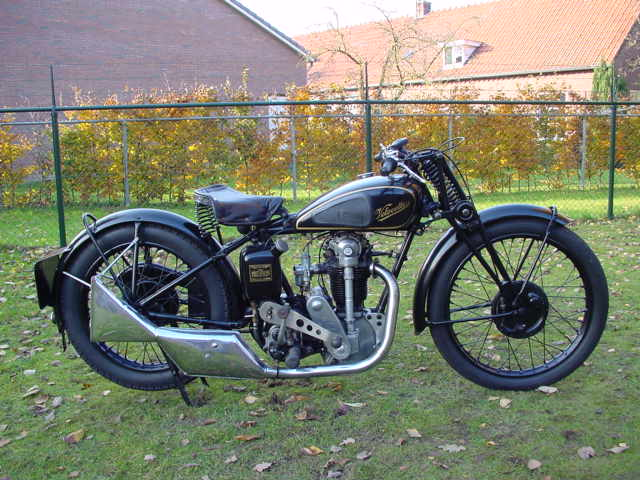
Velocette KSS 350 cc wegracer uit 1933 (let op de prachtige "Brooklands Can").
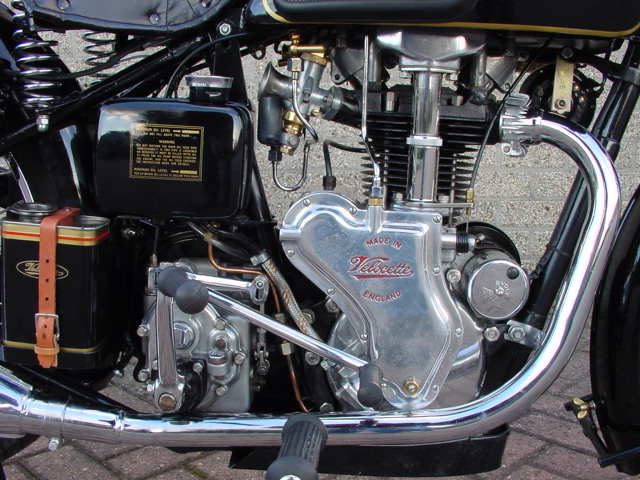
Map of Africa, in dit geval het blok van een 350 cc MAC uit 1936
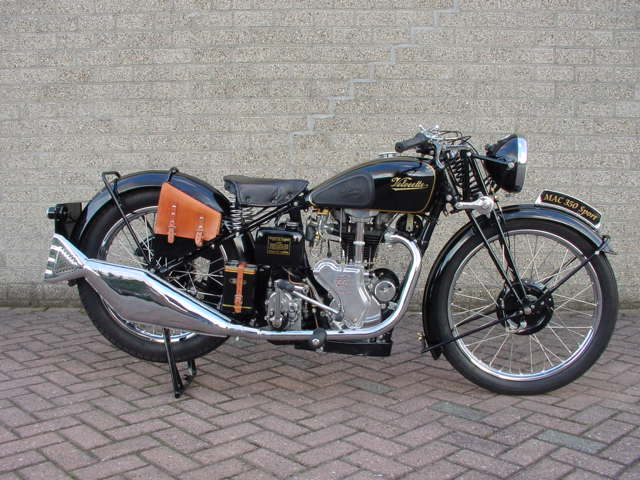
Velocette Mac 350 cc uit 1936
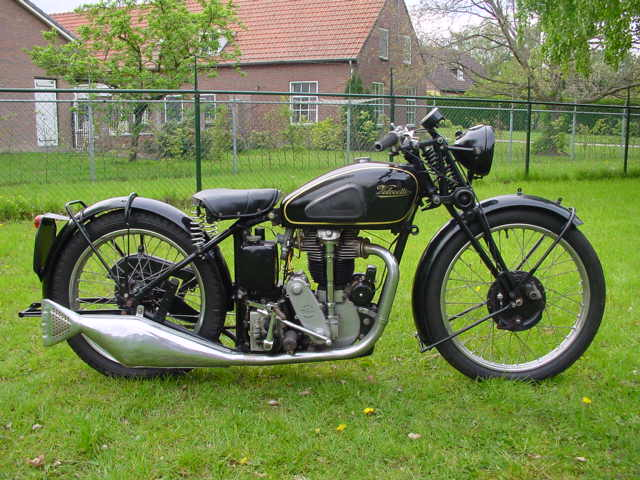
Velocette KSS 350 uit 1947
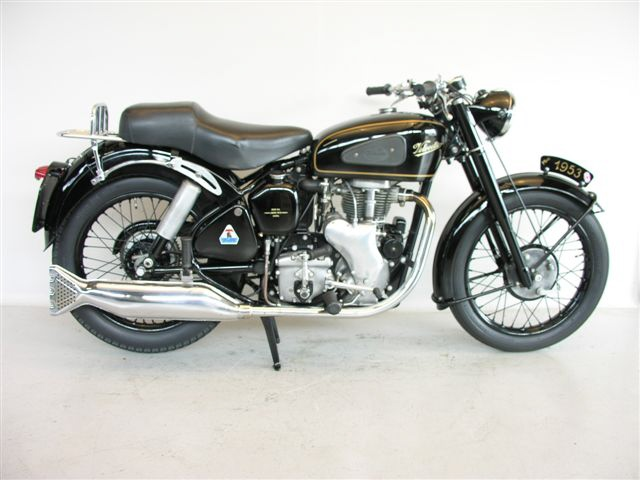
Velocette Mac 350 cc uit 1953
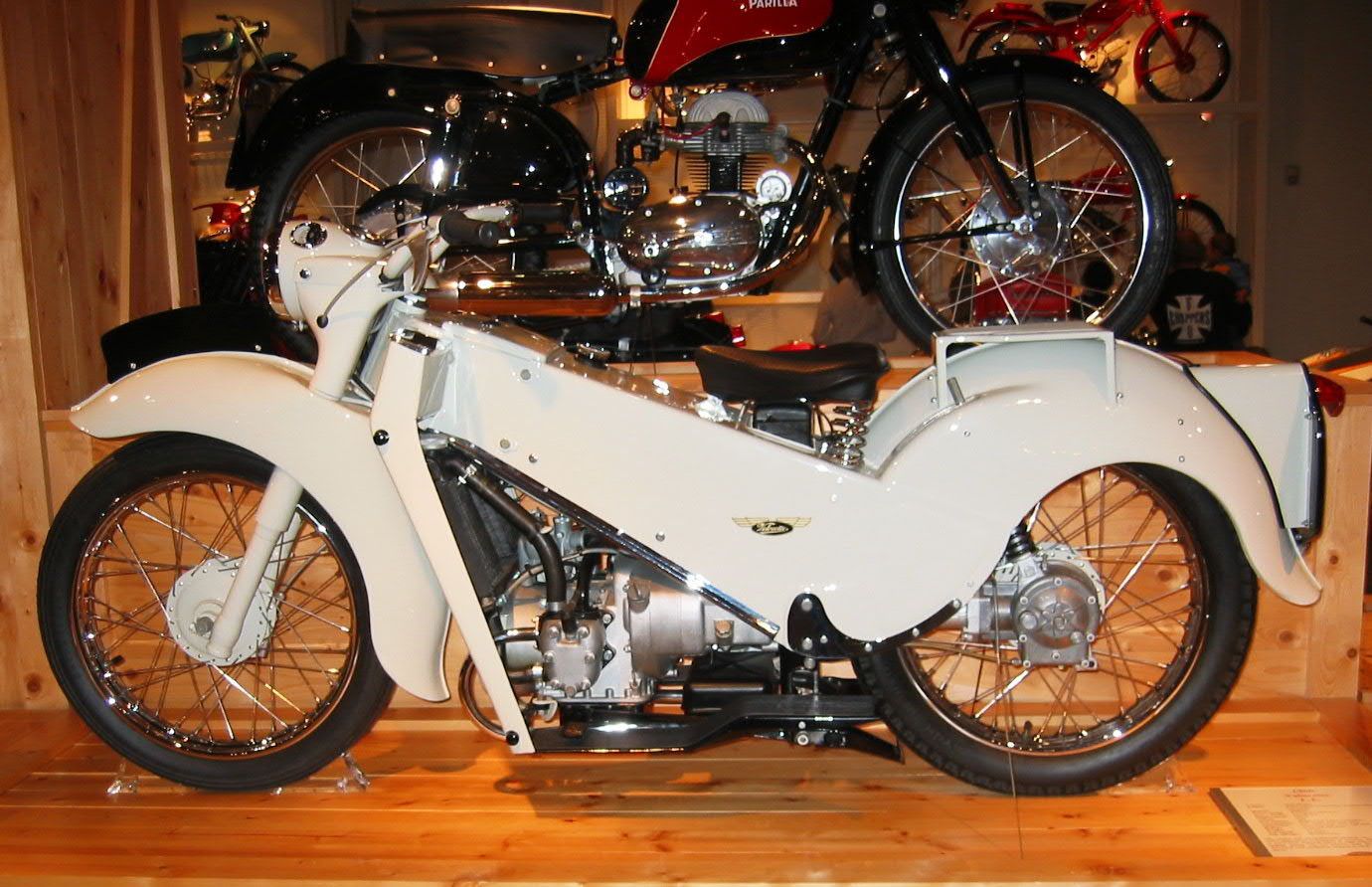
Velocette 200 LE uit 1953
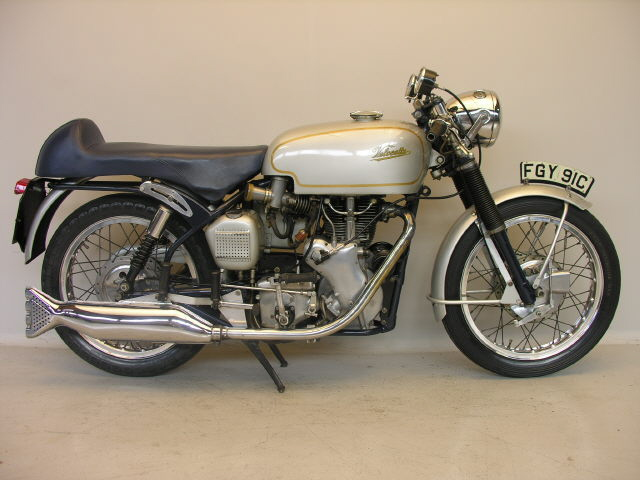
Velocette Thruxton 500 cc uit 1965